# Melvin i Howard
Melvin i Howard – amerykańska tragikomedia z 1980 roku w reżyserii Jonathana Demme’a.

## Główne role
- Jason Robards – Howard Hughes
- Paul Le Mat – Melvin Dummar
- Elizabeth Cheshire – Darcy Dummar
- Mary Steenburgen – Lynda Dummar
- Chip Taylor – Clark Taylor
- Gloria Grahame – Pani Sisk
- Pamela Reed – Bonnie Dummar

## Nagrody
- 1981: Oscar dla najlepszej aktorki drugoplanowej:   Mary Steenburgen
- 1981: Oscar za najlepszy scenariusz oryginalny: Bo Goldman
- 1981: Oscar dla najlepszego aktora drugoplanowego: Jason Robards (nominacja)
- 1981: Złoty Glob dla najlepszej aktorki drugoplanowej: Mary Steenburgen[1]
- inne